# Aeroporto La Nubia
O Aeroporto La Nubia (em castelhano:  Aeropuerto La Nubia) (IATA: MZL, ICAO: SKMZ) é um aeroporto colombiano localizado na cidade de Manizales, no departamento de Caldas. Tem uma das menores pistas de pouso do país, imposibilitando a chegada de aeronaves medianas ou grandes, por esse motivo está sendo desenvolvido o projeto dum novo aeroporto para a região denominado o Aeroporto Internacional del Café num município perto da cidade.

## Companhias Aéreas e Destinos
| Companhias                       | Cidades                 | Aliança       |
| -------------------------------- | ----------------------- | ------------- |
| Aerolínea de Antioquia 1 destino | Doméstico (1): Medellín | N/A           |
| Avianca 1 destino                | Doméstico (1): Bogotá   | Star Alliance |
| EasyFly 1 destino                | Doméstico (1): Medellín | N/A           |